# Maxime Poyer
Maxime Poyer est un joueur français de volley-ball né le 7 février 1990. Il mesure 1,88 m et joue libero.

## Clubs
| Club                 | Pays   | De        | À         |
| -------------------- | ------ | --------- | --------- |
| Spacer's de Toulouse | France | 2008-2009 | 2009-2010 |
| Narbonne Volley      | France | 2010-2011 | 2010-2011 |

## Palmarès
- Championnat d'Europe des moins de 21 ans (1)
  - Vainqueur : 2008